# Битка код Никеје
Битка код Никеје вођена је 193. године између римских армија Септимија Севера и његовог супарника Песценија Нигера. Део је године пет царева, а завршена је победом Севера.

## Увод
Комод је убијен 31. децембра 192. године. Следећег дана је Сенат градског префекта Пертинакса прогласио новим царем. Међутим, против Пертинакса је устала Преторијанска гарда која га је убила 28. марта. Исти дан су њени припадници на аукцији одабрали Дидија Јулијана за цара. Истовремено су, независно један од других, уз подршку својих трупа, себе прогласили царем гувернери три провинције: Клодије Албин у Британији, Септимије Север на Балкану и Песценије Нигер у Сирији. Север који је био најближи Риму је први стигао тамо и 193. године је потврђен за цара. Клодију Албину је доделио титулу Цезара због чега је овај одустао од похода на Рим. Песценије је са својим трупама заузео Византион. Север на Балкан шаље свог легата Тиберија Клаудија Кандида који је Песценију нанео пораз код Кизика. Песценије се повлачи у Малу Азију организујући одбрану од Кандида.

## Битка
Пред саму битку, град Никеја отвара врата Кандиду, а њен традиционални противник Никомедија остаје верна Нигеру. Битка је имала променљив ток, али је на крају Кандид одлучним нападном однео победу. Ноћ је спасла Нигерову војску од потпуног уништења. Повукао се и консолидовао своје трупе, али су оне следеће године потпуно поражене у бици код Иса.